# قنادی (حرفه)

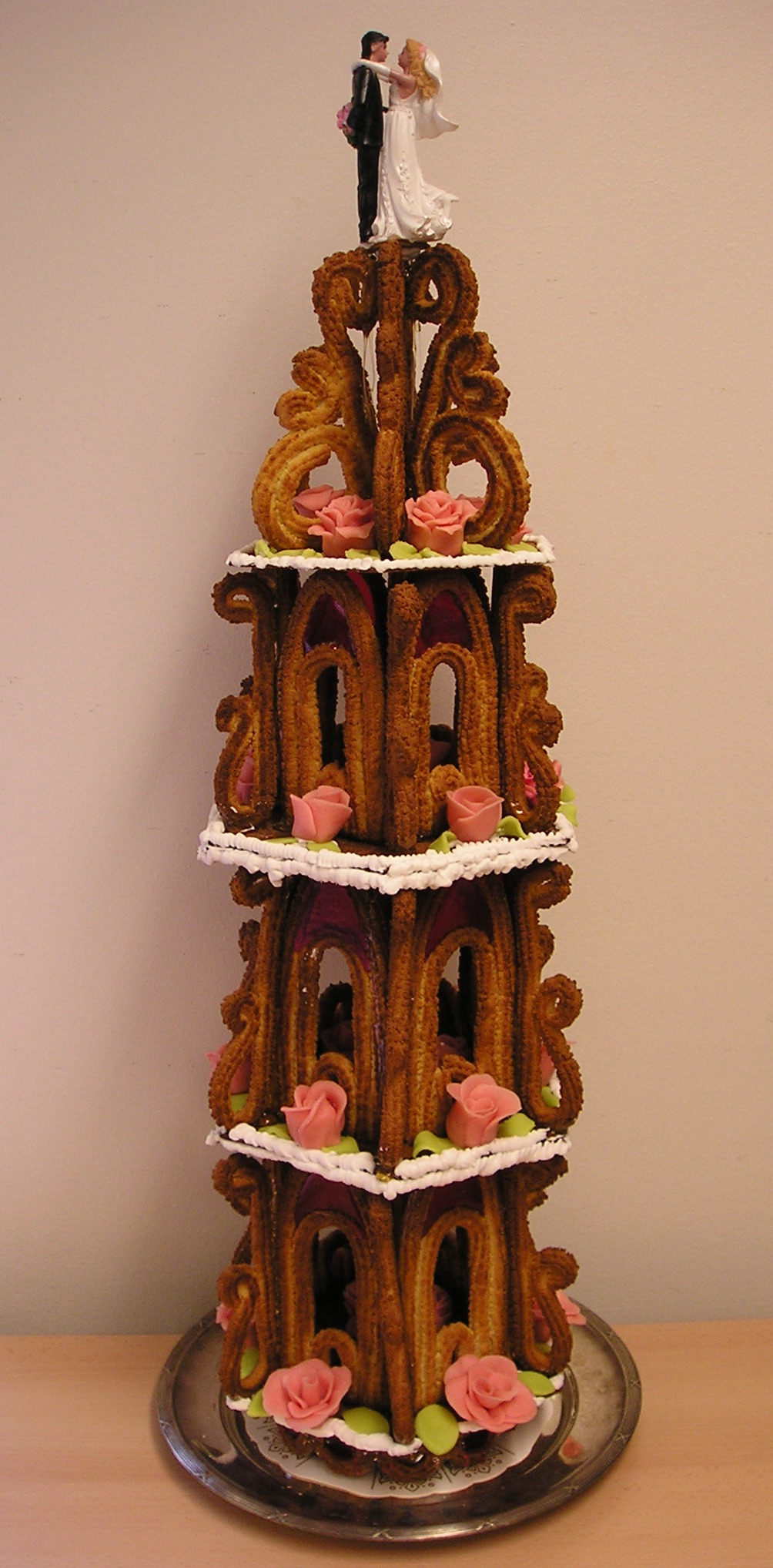
کیک کرانسه یک شیرینی سنتی نانوایی اسکاندیناویایی است.

شیرینی‌پزی یا قنادی (به انگلیسی: Confectionery) هنر تهیه شیرینی است که از مواد غذایی غنی از قند و کربوهیدرات محسوب می‌شود. تعریف دقیق شیرینی دشوار است. با این حال به‌طور کلی، شیرینی‌جات به دو دسته گسترده و تا حدودی همپوشان تقسیم می‌شوند: شیرینی‌های نانوایان و شیرینی‌های قندی.

## مضرات
آلاینده‌ها و رنگ‌های خوراکی در شیرینی‌جات می‌توانند به خصوص برای کودکان مضر باشند؛ بنابراین، آلاینده‌های شیرینی‌پزی، از جمله سطح بالای سرب، در ایالات متحده به 1 ppm محدود شده‌اند. اما در اتحادیه اروپا حداکثر مشخصی وجود ندارد.
آب نبات‌ها، به ویژه رنگ‌های زرد مانند تارترازین، E104 Quinoline Yellow WS و سانست یلو اف‌سی‌اف، محدودیت‌های زیادی در سراسر جهان دارند. به عنوان مثال تارتازین می‌تواند باعث واکنش‌های آلرژیک و آسم شود و در اتریش، آلمان و نروژ ممنوع شد. برخی از کشورها مانند انگلیس از صنایع غذایی خواسته‌اند که استفاده از این رنگ دهنده‌ها را به خصوص برای محصولاتی که برای کودکان به بازار عرضه می‌شود، حذف کنند.